# Гольниці
Гольниці (пол. Golnice, нім. Groß Gollnisch) — село в Польщі, у гміні Болеславець Болеславецького повіту Нижньосілезького воєводства.
Населення — 217 осіб (2011).

## Демографія
Демографічна структура станом на 31 березня 2011 року:
|          | Загалом | Допрацездатний вік | Працездатний вік | Постпрацездатний вік |
| -------- | ------- | ------------------ | ---------------- | -------------------- |
| Чоловіки | 107     | 21                 | 74               | 12                   |
| Жінки    | 110     | 18                 | 74               | 18                   |
| Разом    | 217     | 39                 | 148              | 30                   |